# Klášterec nad Ohří
Klášterec nad Ohří (nemško Klösterle an der Eger) je mesto v Usteškem okraju na severozahodnem Češkem. Leži ob reki Ohře na 320 m nadmorske višine. V začetku leta 2023 je imelo 14.324 prebivalcev. Površina občine znaša 53,8 km².